# Commonwealth Games 2014/Squash/Mixed
Mixed der Commonwealth Games 2014 im Squash.
Titelverteidiger waren Kasey Brown und Cameron Pilley, die bei diesen Spielen die Bronzemedaille gewannen. Sieger wurden Rachael Grinham und David Palmer, die gegen Alison Waters und Peter Barker mit 11:8 und 11:10 gewannen.

## Setzliste
| Nr. | Paarung                           | Erreichte Runde |
| --- | --------------------------------- | --------------- |
| 01. | Kasey Brown Cameron Pilley        | Bronze          |
| 02. | Joelle King Martin Knight         | Halbfinale      |
| 03. | Rachael Grinham David Palmer      | Gold            |
| 04. | Alison Waters Peter Barker        | Silber          |
| 05. | Dipika Pallikal Saurav Ghosal     | Viertelfinale   |
| 06. | Sarah Kippax Daryl Selby          | Viertelfinale   |
| 07. | Amanda Landers-Murphy Paul Coll   | Viertelfinale   |
| 08. | Delia Arnold Mohd Nafiizwan Adnan | Achtelfinale    |

| Nr. | Paarung                               | Erreichte Runde |
| --- | ------------------------------------- | --------------- |
| 09. | Frania Gillen-Buchert Alan Clyne      | Achtelfinale    |
| 10. | Joshana Chinappa Harinder Pal Sandhu  | Viertelfinale   |
| 11. | Deon Saffery David Evans              | Achtelfinale    |
| 12. | Samantha Cornett Shawn Delierre       | Achtelfinale    |
| 13. | Tesni Evans Peter Creed               | Achtelfinale    |
| 14. | Madeline Perry Michael Craig          | Achtelfinale    |
| 15. | Alex Clark Kevin Moran                | Achtelfinale    |
| 16. | Rachel Arnold Valentino Bon Jovi Bong | Achtelfinale    |

### Zeichenerklärung
- Q = Qualifikant
- WC = Wildcard
- LL = Lucky Loser
- ALT = Ersatz (alternate)
- PR = Protected Ranking
- r = Aufgabe (retired)
- d = Disqualifikation
- w.o. = walkover

## Ergebnisse

### Vorrunde

#### Gruppe 1
| Rang | Setzung | Doppel                                | Sp. | S | N | Sp.-Diff. | S.-Diff. | Pkte |
| ---- | ------- | ------------------------------------- | --- | - | - | --------- | -------- | ---- |
| 1    | 1       | Kasey Brown Cameron Pilley            | 2   | 2 | 0 | 4:0       | 44:22    | 4    |
| 2    | 16      | Rachel Arnold Valentino Bon Jovi Bong | 2   | 1 | 1 | 2:2       | 34:40    | 2    |
| 3    |         | Nicolette Fernandes Alexander Arjoon  | 2   | 0 | 2 | 0:4       | 28:44    | 0    |

#### Gruppe 2
| Rang | Setzung | Doppel                    | Sp. | S | N | Sp.-Diff. | S.-Diff. | Pkte |
| ---- | ------- | ------------------------- | --- | - | - | --------- | -------- | ---- |
| 1    | 2       | Joelle King Martin Knight | 1   | 1 | 0 | 2:0       | 22:6     | 2    |
| 2    | 15      | Alex Clark Kevin Moran    | 1   | 0 | 1 | 0:4       | 6:22     | 0    |
| 3(*) |         | Sarah Taylor Nick Taylor  | 0   | 0 | 0 | 0:0       | 0:0      | 0    |

(*) Das Mixed-Team aus Jersey trat nicht zum Wettbewerb an.

#### Gruppe 3
| Rang | Setzung | Doppel                            | Sp. | S | N | Sp.-Diff. | S.-Diff. | Pkte |
| ---- | ------- | --------------------------------- | --- | - | - | --------- | -------- | ---- |
| 1    | 3       | Rachael Grinham David Palmer      | 3   | 3 | 0 | 6:1       | 74:29    | 6    |
| 2    | 14      | Madeline Perry Michael Craig      | 3   | 2 | 1 | 4:4       | 73:66    | 4    |
| 3    |         | Marlene West Cameron Stafford     | 3   | 1 | 2 | 4:4       | 59:68    | 0    |
| 4    |         | Sharon Chimfwembe Manda Chilambwe | 3   | 0 | 3 | 1:6       | 32:75    | 0    |

#### Gruppe 4
| Rang | Setzung | Doppel                              | Sp. | S | N | Sp.-Diff. | S.-Diff. | Pkte |
| ---- | ------- | ----------------------------------- | --- | - | - | --------- | -------- | ---- |
| 1    | 4       | Alison Waters Peter Barker          | 3   | 3 | 0 | 6:1       | 76:32    | 6    |
| 2    | 13      | Tesni Evans Peter Creed             | 3   | 2 | 1 | 5:2       | 69:48    | 4    |
| 3    |         | Colette Sultana Daniel Zammit-Lewis | 3   | 1 | 2 | 2:4       | 36:61    | 2    |
| 4    |         | Charlotte Knaggs Colin Ramasra      | 3   | 0 | 3 | 0:6       | 26:66    | 0    |

#### Gruppe 5
| Rang | Setzung | Doppel                             | Sp. | S | N | Sp.-Diff. | S.-Diff. | Pkte |
| ---- | ------- | ---------------------------------- | --- | - | - | --------- | -------- | ---- |
| 1    | 5       | Dipika Pallikal Saurav Ghosal      | 2   | 2 | 0 | 4:0       | 44:12    | 4    |
| 2    | 12      | Samantha Cornett Shawn Delierre    | 2   | 1 | 1 | 2:0       | 27:31    | 2    |
| 3    |         | Naduni Gunawardane Ravindu Laksiri | 2   | 0 | 2 | 0:4       | 16:44    | 0    |

#### Gruppe 6
| Rang | Setzung | Doppel                       | Sp. | S | N | Sp.-Diff. | S.-Diff. | Pkte |
| ---- | ------- | ---------------------------- | --- | - | - | --------- | -------- | ---- |
| 1    | 6       | Sarah Kippax Daryl Selby     | 3   | 3 | 0 | 6:1       | 74:37    | 6    |
| 2    | 11      | Deon Saffery David Evans     | 3   | 2 | 1 | 5:2       | 66:40    | 4    |
| 3    |         | Kerrie Sample Kale Wilson    | 3   | 1 | 2 | 2:4       | 34:52    | 2    |
| 4    |         | Vanessa Flores Xavier Koenig | 3   | 0 | 3 | 0:6       | 21:66    | 0    |

#### Gruppe 7
| Rang | Setzung | Doppel                               | Sp. | S | N | Sp.-Diff. | S.-Diff. | Pkte |
| ---- | ------- | ------------------------------------ | --- | - | - | --------- | -------- | ---- |
| 1    | 10      | Joshana Chinappa Harinder Pal Sandhu | 2   | 2 | 0 | 4:0       | 44:27    | 4    |
| 2    | 7       | Amanda Landers-Murphy Paul Coll      | 2   | 1 | 1 | 2:2       | 40:28    | 2    |
| 3    |         | Eli Webb Schubert Maketu             | 2   | 0 | 2 | 0:4       | 15:44    | 0    |

#### Gruppe 8
| Rang | Setzung | Doppel                            | Sp. | S | N | Sp.-Diff. | S.-Diff. | Pkte |
| ---- | ------- | --------------------------------- | --- | - | - | --------- | -------- | ---- |
| 1    | 9       | Frania Gillen-Buchert Alan Clyne  | 3   | 3 | 0 | 6:0       | 66:26    | 6    |
| 2    | 8       | Delia Arnold Mohd Nafiizwan Adnan | 3   | 2 | 1 | 4:2       | 62:43    | 4    |
| 3    |         | Eilidh Bridgeman Daniel Murphy    | 3   | 1 | 2 | 2:5       | 42:69    | 2    |
| 4    |         | Lynette Vai Madako Junior Suari   | 3   | 0 | 3 | 1:6       | 44:76    | 0    |

### Finalrunde
|  | Achtelfinale | Achtelfinale                          | Achtelfinale | Achtelfinale | Achtelfinale |  |  | Viertelfinale | Viertelfinale                        | Viertelfinale              | Viertelfinale | Viertelfinale |   |                              | Halbfinale                   | Halbfinale                | Halbfinale       | Halbfinale       | Halbfinale                 |                  |    | Finale | Finale | Finale | Finale | Finale |
|  |              |                                       |              |              |              |  |  |               |                                      |                            |               |               |   |                              |                              |                           |                  |                  |                            |                  |    |        |        |        |        |        |
|  | 1            | Kasey Brown Cameron Pilley            | 11           | 11           |              |  |  |               |                                      |                            |               |               |   |                              |                              |                           |                  |                  |                            |                  |    |        |        |        |        |        |
|  | 15           | Alex Clark Kevin Moran                | 2            | 10           |              |  |  | 1             | Kasey Brown Cameron Pilley           | 11                         | 11            |               |   |                              |                              |                           |                  |                  |                            |                  |    |        |        |        |        |        |
|  | 9            | Frania Gillen-Buchert Alan Clyne      | 9            | 11           | 5            |  |  | 7             | Amanda Landers-Murphy Paul Coll      | 1                          | 8             |               |   |                              |                              |                           |                  |                  |                            |                  |    |        |        |        |        |        |
|  | 7            | Amanda Landers-Murphy Paul Coll       | 11           | 9            | 11           |  |  |               |                                      |                            |               |               | 1 | Kasey Brown Cameron Pilley   | 7                            | 4                         |                  |                  |                            |                  |    |        |        |        |        |        |
|  | 5            | Dipika Pallikal Saurav Ghosal         | 11           | 11           |              |  |  |               |                                      |                            |               |               |   | 3                            | Rachael Grinham David Palmer | 11                        | 11               |                  |                            |                  |    |        |        |        |        |        |
|  | 11           | Deon Saffery David Evans              | 8            | 4            |              |  |  | 5             | Dipika Pallikal Saurav Ghosal        | 6                          | 9             |               |   |                              |                              |                           |                  |                  |                            |                  |    |        |        |        |        |        |
|  | 13           | Tesni Evans Peter Creed               | 5            | 4            |              |  |  | 3             | Rachael Grinham David Palmer         | 11                         | 11            |               |   |                              |                              |                           |                  |                  |                            |                  |    |        |        |        |        |        |
|  | 3            | Rachael Grinham David Palmer          | 11           | 11           |              |  |  |               |                                      |                            |               |               | 3 | Rachael Grinham David Palmer | 11                           | 11                        |                  |                  |                            |                  |    |        |        |        |        |        |
|  | 4            | Alison Waters Peter Barker            | 11           | 10           | 11           |  |  |               | 4                                    | Alison Waters Peter Barker | 8             | 10            |   |                              |                              |                           |                  |                  |                            |                  |    |        |        |        |        |        |
|  | 14           | Madeline Perry Michael Craig          | 5            | 11           | 8            |  |  | 4             | Alison Waters Peter Barker           | 11                         | 11            |               |   |                              |                              |                           |                  |                  |                            |                  |    |        |        |        |        |        |
|  | 12           | Samantha Cornett Shawn Delierre       | 7            | 8            |              |  |  | 6             | Sarah Kippax Daryl Selby             | 5                          | 7             |               |   |                              |                              |                           |                  |                  |                            |                  |    |        |        |        |        |        |
|  | 6            | Sarah Kippax Daryl Selby              | 11           | 11           |              |  |  |               |                                      |                            |               |               | 4 | Alison Waters Peter Barker   | 11                           | 11                        |                  |                  |                            |                  |    |        |        |        |        |        |
|  | 8            | Delia Arnold Mohd Nafiizwan Adnan     | 8            | 9            |              |  |  |               | 2                                    | Joelle King Martin Knight  | 3             | 6             |   |                              |                              | Spiel um Platz 3          | Spiel um Platz 3 | Spiel um Platz 3 | Spiel um Platz 3           | Spiel um Platz 3 |    |        |        |        |        |        |
|  | 10           | Joshana Chinappa Harinder Pal Sandhu  | 11           | 11           |              |  |  | 10            | Joshana Chinappa Harinder Pal Sandhu | 11                         | 8             | 6             |   |                              |                              |                           |                  | 1                | Kasey Brown Cameron Pilley | 8                | 11 | 11     |        |        |        |        |
|  | 16           | Rachel Arnold Valentino Bon Jovi Bong | 6            | 1            |              |  |  | 2             | Joelle King Martin Knight            | 7                          | 11            | 11            |   |                              | 2                            | Joelle King Martin Knight | 11               | 9                | 8                          |                  |    |        |        |        |        |        |
|  | 2            | Joelle King Martin Knight             | 11           | 11           |              |  |  |               |                                      |                            |               |               |   |                              |                              |                           |                  |                  |                            |                  |    |        |        |        |        |        |